# Calliophis gracilis
Espèce
Synonymes
- Elaps nigromaculatus Cantor, 1839

Statut de conservation UICN

 DD  : Données insuffisantes
Calliophis gracilis est une espèce de serpents de la famille des Elapidae.

## Répartition

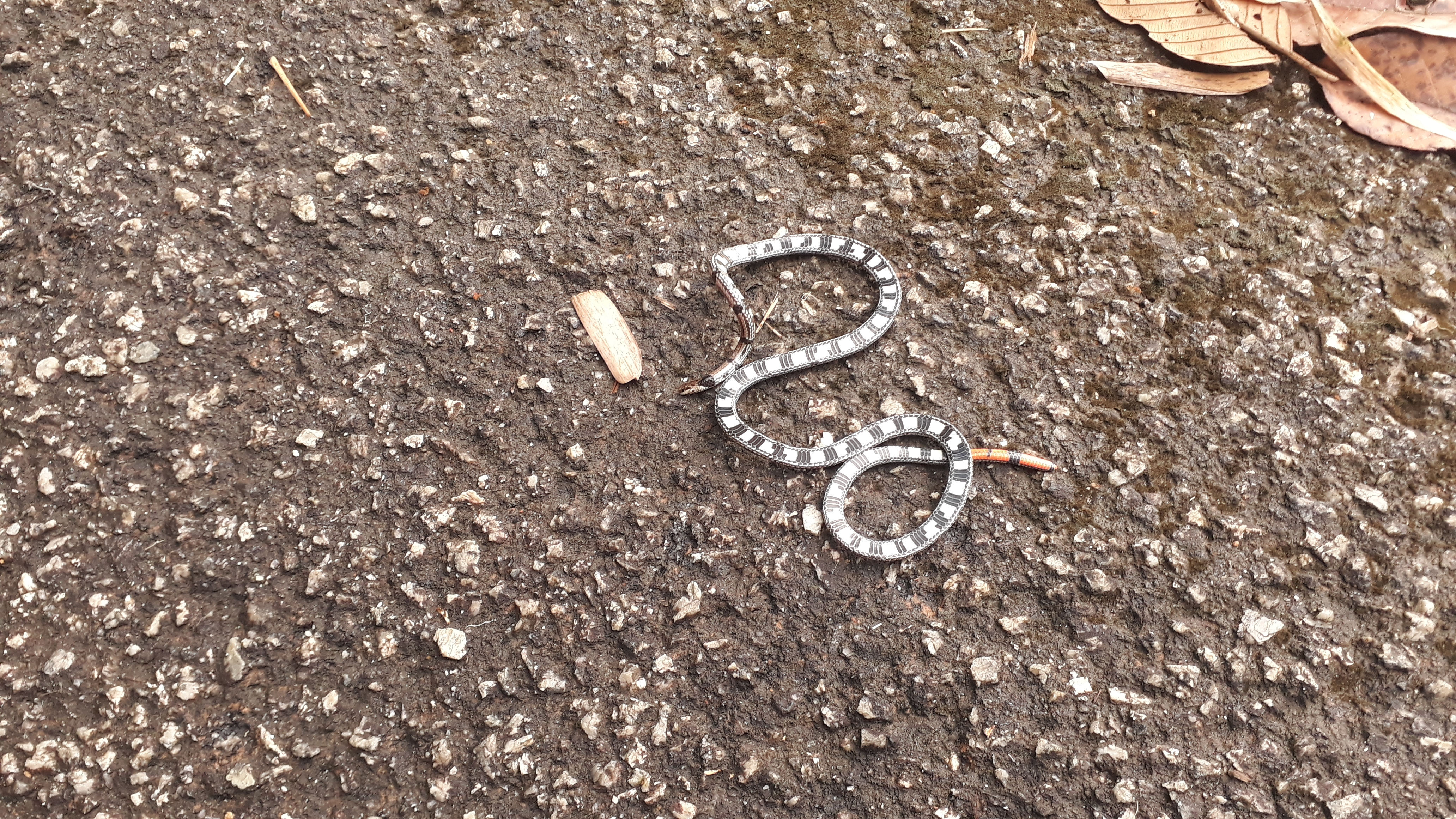
Calliophus gracilis en position défensive, sur le dos, montrant ses motifs ventraux.

Cette espèce se rencontre en Thaïlande, en Malaisie, à Singapour et à Sumatra en Indonésie.

## Étymologie
Son nom d'espèce, du latin gracilis, « fin », lui a été donné en référence à sa morphologie.

## Publication originale
- Gray, 1835 : Illustrations of Indian Zoology, chiefly selected from the collection of Major-General Hardwicke. vol. 2, p. 1-263 (texte intégral).